# Cesapanama
Cesapanama is een monotypisch geslacht van vliegen (Brachycera) uit de familie van de sluipvliegen (Tachinidae).
Dit geslacht kreeg in 1919 van Charles Henry Tyler Townsend de wetenschappelijke naam Parazelia. Later werd ontdekt dat die naam al in 1882 door Jacques-Marie-Frangile Bigot was vergeven aan een geslacht van vliegen. In 2010 gaven Ahmet Ömer Koçak en Muhabbet Kemal het geslacht daarom een nieuwe naam: Cesapanama. De naam is een combinatie van Panama, het land waar het geslacht werd ontdekt, en de naam van het instituut CESA (Centre for Entomological Studies Ankara).

## Soorten
- Cesapanama pulchra (Townsend, 1919)